# Сітонвілл (Іллінойс)
Сітонвілл (англ. Seatonville) — селище (англ. village) в США, в окрузі Бюро штату Іллінойс. Населення — 321 особа (2020).

## Географія
Сітонвілл розташований за координатами 41°22′2″ пн. ш. 89°16′29″ зх. д. / 41.36722° пн. ш. 89.27472° зх. д. (41.367107, -89.274818).  За даними Бюро перепису населення США в 2010 році селище мало площу 1,30 км², з яких 1,26 км² — суходіл та 0,04 км² — водойми.

## Демографія
Згідно з переписом 2010 року, у селищі мешкало 314 осіб у 137 домогосподарствах у складі 94 родин. Густота населення становила 242 особи/км².  Було 145 помешкань (112/км²).
Расовий склад населення:
| - 97,5 % — білих - 0,6 % — чорних або афроамериканців - 0,6 % — азіатів - 0,3 % — корінних американців - 1,0 % — осіб інших рас |

До двох чи більше рас належало 0,0 %. Частка іспаномовних становила 5,1 % від усіх жителів.
За віковим діапазоном населення розподілялося таким чином: 20,4 % — особи молодші 18 років, 65,0 % — особи у віці 18—64 років, 14,6 % — особи у віці 65 років та старші. Медіана віку мешканця становила 43,7 року. На 100 осіб жіночої статі у селищі припадало 92,6 чоловіків;  на 100 жінок у віці від 18 років та старших — 95,3 чоловіків також старших 18 років.
Середній дохід на одне домашнє господарство  становив 56 249 доларів США (медіана — 51 094), а середній дохід на одну сім'ю — 59 033 долари (медіана — 52 813). За межею бідності перебувало 1,6 % осіб, у тому числі 1,4 % дітей у віці до 18 років та 1,9 % осіб у віці 65 років та старших.
Цивільне працевлаштоване населення становило 166 осіб. Основні галузі зайнятості: роздрібна торгівля — 18,7 %, освіта, охорона здоров'я та соціальна допомога — 18,1 %, виробництво — 15,1 %.